# Ruslan Naurzaliyev
Ruslan Maratovich Naurzaliyev (ur. 21 grudnia 1984 w Shirin) – uzbecki wioślarz, reprezentant Uzbekistanu w wioślarskiej jedynce podczas Letnich Igrzysk Olimpijskich w Pekinie.

## Osiągnięcia
- Igrzyska Olimpijskie – Ateny 2004 – dwójka bez sternika wagi lekkiej – 21. miejsce[1][2].
- Mistrzostwa Świata – Gifu 2005 – dwójka podwójna – 20. miejsce[1].
- Mistrzostwa Świata – Monachium 2007 – dwójka podwójna – 22. miejsce[1][2].
- Igrzyska Olimpijskie – Pekin 2008 – jedynka – 26. miejsce[1][2].
- Mistrzostwa Świata – Poznań 2009 – dwójka podwójna – 18. miejsce[1].